# Malattia di Still dell'adulto
La malattia di Still dell'adulto (AOSD, adult onset Still's disease) è una forma della malattia di Still, una rara malattia autoinfiammatoria sistemica caratterizzata dalla classica triade di febbre, dolori articolari e dalla presenza caratteristica d'eruzioni cutanee irregolari color salmone. La malattia è considerata una diagnosi di esclusione. I livelli della ferritina, una proteina legante il ferro, possono essere estremamente elevati con questo disturbo. L'AOSD può presentarsi in modo simile ad altre malattie infiammatorie e malattie autoimmuni, che devono essere escluse prima di fare la diagnosi.
La prognosi è generalmente favorevole, ma le manifestazioni della malattia che colpiscono i polmoni, il cuore o i reni possono occasionalmente causare gravi complicazioni potenzialmente letali. Viene trattato prima con corticosteroidi come il prednisone. Quando i trattamenti steroidei standard sono insufficienti, i farmaci che bloccano l'azione dell'interleuchina-1, come Anakinra, possono essere trattamenti efficaci.
Esistono evidenti somiglianze con l'artrite reumatoide giovanile (nota anche come "malattia di Still a esordio giovanile"), e ci sono alcune prove che le due condizioni siano strettamente correlate.

## Storia
La malattia deve suo nome al pediatra George Still che, a partire dal 1897, individuò in 22 bambini segni e sintomi di un comune disturbo (febbre, dolore articolare ed eruzione cutanea evanescente) che in seguito fu più correttamente definito come artrite idiopatica sistemica a esordio giovanile. Nel 1971 il medico Eric Bywaters riscontrò le stesse manifestazioni cliniche in 14 giovani uomini, identificando la forma adulta della malattia. Entrambi i quadri rientrano tra le varianti sistemiche dell'artrite reumatoide.

## Eziologia
L'eziologia della malattia rimane oscura. Nel corso degli anni varie ipotesi si sono succedute. Analogamente a quanto espresso per le altre patologie reumatiche a patogenesi autoimmune anche nella malattia di Still l'ipotesi del mimetismo molecolare è stata una delle più dibattute. Numerosi agenti infettivi, spesso causanti febbre sono stati chiamati in causa mancando tuttavia un riscontro unanime degli stessi agenti nei soggetti affetti. Gli agenti maggiormente chiamati in causa sono stati quelli virali tra cui si ricorda il virus di Epstein-Barr (EBV), quello della rosolia e il citomegalovirus (CMV). La causa della malattia di Still a esordio nell'età adulta è sconosciuta, ma presumibilmente coinvolge l'interleuchina-1 (IL-1), poiché i farmaci che bloccano l'azione di IL-1β sono trattamenti efficaci. L'interleuchina-18 è espressa ad alti livelli.

## Patogenesi
La patogenesi della malattia è di tipo autoinfiammatorio. Pur mancando dei marker autoanticorpali anche solo in parte specifici sono numerose le manifestazioni cliniche che lasciano presumere una grave iperattivazione del sistema immunitario cellulare.

## Epidemiologia
La malattia può essere a buon titolo inserita nella cerchia delle malattie rare. Nei Paesi occidentali i nuovi casi per anno (incidenza) sono riportati pari a circa 1,5 ogni milione di abitanti. Il Giappone è il Paese con la più ampia casistica riportata testimoniata dai numerosi articoli scientifici scritti nel recente passato e comprendenti centinaia di casi, un volume di pazienti difficilmente descrivibile in altre nazioni.  L'esordio è più comune in due fasce di età, tra i 16 e i 25 anni e tra i 36 e i 46 anni.

## Clinica
L'elemento clinico di assoluto rilievo nella malattia di Still è la febbre. Essa ha carattere intermittente-remittente a cadenza pressoché circadiana con uno-due picchi al giorno fino a temperature anche maggiori di 40 °C in rilevazione ascellare.
Un secondo segno della malattia è il rash cutaneo maculo-papuloso od orticariode, che si manifesta tipicamente alla sera, in concomitanza con le puntate febbrili. Esso è localizzato al tronco e più raramente agli arti e viene riportato spesso come roseo in quanto simile a quello reperibile in corso di rosolia, tuttavia nella pratica clinica esso assume spesso carattere multiforme, anche confluente e può anche dissociarsi dagli attacchi febbrili; normalmente non pruriginoso, anche se molti pazienti lo descrivono come insopportabile. 
Viene riferita dai pazienti una faringodinia che può precedere i singoli rialzi febbrili con una sensazione di calore che dalla radice del collo sale cranialmente.
L'artrite è presente nella pressoché totalità dei casi. Ha carattere più frequentemente sostitutivo e colpisce sia le piccole sia le grandi articolazioni. In questa forma comunque l'impegno articolare rappresenta un aspetto importante del decorso solo nel 50% dei casi con un'evoluzione simile all'artrite reumatoide classica dapprima con importanti tenosinoviti e tenovaginiti specie ai polsi e alle ginocchia per poi evolvere come una classica forma reumatoide erosiva.
Altri segni caratteristici di questa patologia sono tumefazioni linfonodali superficiali simmetriche, splenomegalia, diminuzione della sideremia e aumento a volte molto elevato della ferritinemia.

## Esami
A supporto dell'ipotesi diagnostica iniziale, l'indagine sierologica permette di individuare nella totalità dei pazienti la presenza di leucocitosi neutrofila (solitamente superiore a 10 000-15 000 cellule/mmc) con associata piastrinosi reattiva e anemia normocromico-normocitica secondaria a infiammazione; gli indici di flogosi (VES, PCR e fibrinogeno) sono generalmente aumentati. L'incremento dei valori circolanti di ferritina si riscontra in oltre il 70% dei pazienti con AOSD. Livelli > 3 000 ng/mL in un paziente con quadro clinico compatibile per AOSD possiedono elevato valore predittivo positivo. Recentemente anche la quota glicosilata di tale proteina viene impiegata quale indice specifico della malattia di Still sebbene tale dosaggio non sia alla portata di tutti i laboratori.
L'esecuzione di indagini radiologiche permette di evidenziare nei casi più evoluti alterazioni osteoarticolari compatibili con artrite: è infatti visibile già in fase iniziale la riduzione dello spazio articolare a livello dell'articolazione carpo-metacarpale della mano in particolare presso l'osso uncinato (40% dei pazienti), anchilosi del rachide cervicale, del tarso e delle IFD e infine possibili erosioni destruenti alle anche. Non disponendo di indagini strumentali e/o sierologiche specifiche per la diagnosi di certezza di AOSD, soltanto l'integrazione del dato clinico-anamnestico a quello laboratoristico (e in alcune occasioni radiologico) individua precocemente la malattia e ne esclude altre plausibili cause.

### Criteri diagnostici
Per differenziare la malattia di Still da altre patologie infiammatorie, infettive o neoplastiche che ne possono mimare il quadro clinico, sono stati elaborati nel 1992 da Yamaguchi e colleghi alcuni criteri classificativi: tra i criteri maggiori ritroviamo la presenza di artralgie per più di 2 settimane, di febbre >39 °C a carattere intermittente per più di una settimana, di eritema cutaneo e di una conta di globuli bianchi >10 000/mmc (>80% neutrofili), tra i minori si segnalano invece il riscontro di negatività per ANA e per fattore reumatoide, di incremento delle transaminasi, di splenomegalia e/o linfoadenomegalie e di faringodinia asettica. La diagnosi di AOSD viene posta quando siano soddisfatti 5 criteri di cui almeno 3 maggiori.

## Terapia
Per quanto l'eziologia sia ignota, il fattore reumatoide e altri autoanticorpi siano negativi, la malattia di Still risponde bene alla terapia con corticosteroidi, farmaci immunosoppressori e recentemente a farmaci biologici. A partire dalla seconda metà degli anni novanta l'impiego di FANS in monoterapia è ormai abbandonato in quanto inefficace nel garantire controllo a lungo termine del quadro clinico.
Le basse dosi di prednisone usate cronicamente non proteggono tuttavia dallo sviluppo di erosioni articolari e devono essere incrementate quanto più la malattia tende a evolvere verso un quadro articolare cronico.
Tra i farmaci di fondo più utilizzati ed efficaci si trova il metotrexato (MTX, da 10 a 25 mg a settimana): permette di raggiungere la remissione clinica nell'88% dei pazienti (nei quali prevale l'impegno articolare) e di affrontare con successo il tapering steroideo nel 69-85% dei casi. Varie altre monoterapie o combinazioni di DMARDs sono state tentate su piccole casistiche (azatioprina+leflunomide, ciclofosfamide, sulfasalazina, idrossiclorochina, penicillamina, micofenolato mofetil e ciclosporina) senza ottenere vantaggi in termini di rapidità e durata della remissione rispetto a metotrexato.
Quadri clinici refrattari ai trattamenti proposti o contraddistinti da un impegno sistemico più aggressivo e life-threatening hanno richiesto in alcuni casi l'impiego di immunoglobuline endovena e di farmaci biologici. Tra questi ultimi i più utilizzati in corso di AOSD sono gli inibitori del TNFα: etanercept (ETN) e infliximab (INFLX). L'utilizzo di etanercept (25 mg per 2 o 3 volte alla settimana, sottocute) in associazione con MTX e steroide ha permesso di ottenere un miglioramento del 67% del numero delle articolazioni dolenti e del 63% di quello delle articolazioni tumefatte, garantendo minor tendenza alla cronicizzazione se somministrato in fase precoce; meno noto è il suo impiego nella terapia delle forme sistemiche di AOSD. L'infusione di infliximab (3-5 mg/kg alla settimana 0, 2, 6 e in seguito ogni 8 settimane per un anno complessivo, ev) porta a un'evidente risposta clinica in termini di riduzione dei sintomi costituzionali e possibilità di décalage dello steroide, diminuzione degli indici di flogosi e miglioramento della qualità della vita dei pazienti trattati.
La remissione completa si verifica nell'arco di 2-16 settimane e si mantiene per un periodo di follow-up di 5-18 mesi. Nella fase di induzione della risposta clinica si ritiene che l'impiego dell'infliximab apporti un risultato più rapido rispetto all'etanercept; la fase di mantenimento può proseguire con l'utilizzo dello stesso farmaco o tramite la sostituzione con uno o più DMARDs.
Nelle forme refrattarie al trattamento con DMARDs o con anti-TNFα e nei quadri clinici più impegnativi (sviluppo di sindrome da attivazione macrofagica, sierositi) trova indicazione l'antagonista del recettore dell'IL-1 (Anakinra (IL1-Ra), 100 mg/die, sottocute): il suo utilizzo in associazione allo steroide consente di ottenere rapida risoluzione (nell'arco di 24-48 ore) dei sintomi articolari, costituzionali e sistemici con crollo degli indici di flogosi e relativo controllo della malattia per tutto il periodo della sua somministrazione. Ancora in fase sperimentale rientra l'impiego di MRA (anti-IL6r) nella malattia di Still.

## Storia
La malattia di Still rappresenta una variante dell'artrite reumatoide dell'adulto descritta per la prima volta nel 1971 dal medico inglese Bywaters (famoso anche per la sindrome da schiacciamento descritta durante la seconda guerra mondiale dopo la caduta delle V2 su Londra). Bywaters descrisse lo stesso quadro clinico della forma giovanile segnalata dal connazionale pediatra George F. Still alla fine del secolo precedente.